# Desire (album de Bob Dylan)
Pour les articles homonymes, voir Desire.
Albums de Bob Dylan
The Basement Tapes
(1975) Hard Rain
(1976)
Desire est un album de Bob Dylan, auteur-compositeur-interprète américain de rock, sorti en 1976.

## Enregistrement
Pendant trois semaines, en juillet 1975, Dylan écrit avec Jacques Levy (1935-2004) environ quatorze chansons.
Après avoir testé plusieurs formations, Dylan trouve la bonne formule fin juillet avec un groupe restreint comprenant quatre autres musiciens (Rob Stoner, Scarlet Rivera, Emmylou Harris et Howie Wyeth). Cinq chansons sont enregistrées en une session, dont Isis et Hurricane. D’autres, comme Sara, sont finalisées dès le lendemain.
Alors que l'album est pratiquement prêt, les paroles de Hurricane, qui mettent en cause deux personnes, font craindre un procès. Avec le groupe qui doit l’accompagner pour sa tournée Rolling Thunder Revue, Dylan enregistre à nouveau Hurricane. Bien que les paroles aient été changées, Dylan et sa compagnie de disques sont finalement poursuivis par une troisième protagoniste.

## Réception
Après sa sortie, l'album est no 1 au Billboard pendant cinq semaines et no 3 au Royaume-Uni.
En 2003, l'album est classé 174e des 500 plus grands albums de tous les temps par le magazine Rolling Stone.

## Thèmes
Hurricane raconte l’histoire du boxeur Rubin Carter, accusé du meurtre de trois personnes en 1966. Dylan eut envie d’écrire cette chanson après avoir lu l’autobiographie de Carter, Le 16e Round ; il l’écrivit après avoir rencontré le boxeur en prison en 1975, ainsi que certains de ses soutiens. Les critiques de l’époque reprochèrent à Dylan de ne raconter qu’une version des faits, le passé de Carter étant ignoré dans l’histoire que l'artiste racontait. Malgré la publicité faite à propos de son cas et un nouveau procès, Carter fut de nouveau condamné ; il fut libéré en novembre 1985. Dylan n’a plus interprété cette chanson depuis le 25 janvier 1976.
One More Cup Of Coffee a été repris par Robert Plant sur l'album Dreamland, et par The White Stripes sur leur premier album.
Joey, la chanson la plus longue de l’album, raconte la vie du gangster Joe Gallo. Dylan le présente comme un hors-la-loi bien pensant, qui a refusé de tuer des innocents et a voulu protéger sa famille lorsque des coups de feu furent tirés contre lui dans un restaurant. Dylan a cependant omis de mentionner les activités de Gallo au sein de la mafia.
Sara est une chanson très personnelle de Dylan à propos de sa femme, Sara Dylan, avec laquelle il était sur le point de divorcer ;  elle assista à l’enregistrement de la chanson.

## Titres
Toutes les chansons sont écrites et composées par Bob Dylan avec Jacques Levy pour les paroles, sauf indication contraire.
| 1.    | Hurricane                             |       | 8:33  |
| 2.    | Isis                                  |       | 6:58  |
| 3.    | Mozambique                            |       | 3:00  |
| 4.    | One More Cup of Coffee (Valley Below) | Dylan | 3:43  |
| 5.    | Oh, Sister                            |       | 4:05  |
| 6.    | Joey                                  |       | 11:05 |
| 7.    | Romance in Durango                    |       | 5:50  |
| 8.    | Black Diamond Bay                     |       | 7:30  |
| 9.    | Sara                                  | Dylan | 5:29  |
| 56:13 |                                       |       |       |

## Musiciens
- Bob Dylan : chant, guitare, harmonica, piano
- Scarlet Rivera : violon
- Eric Clapton : guitare sur Romance In Durango
- Howard Wyeth : batterie
- Dom Cortese : accordéon, mandoline
- Vincent Bell : bellzouki
- Rob Stoner : guitare basse, chant
- Howie Wyeth : piano, batterie
- Emmylou Harris : chant
- Ronee Blakley : chant sur Hurricane
- Steve Soles : chant sur Hurricane

## Production
- Don DeVito : producteur
- Stan Kalina : mastering
- Don Meehan : ingénieur du son
- Lou Waxman : directeur enregistrement
- Ruth Bernal : photographie
- Ken Regan : pochette
- John Berg : pochette